# General Pánfilo Natera
General Pánfilo Natera là một đô thị thuộc bang Zacatecas, México. Năm 2005, dân số của đô thị này là 21398 người.